# ماريوس موغا
ماريوس موغا (بالرومانية: Marius Moga)‏ (و. 1981 – م) هو مغني، وملحن من رومانيا. ولد في ألبا يوليا.

## وصلات خارجية
- ماريوس موغا على موقع IMDb (الإنجليزية)
- ماريوس موغا على موقع ميوزك برينز (الإنجليزية)
- ماريوس موغا على موقع ديسكوغز (الإنجليزية)
- ماريوس موغا على موقع كينوبويسك (الروسية)